# Theridion leguiai
Theridion leguiai là một loài nhện trong họ Theridiidae.
Loài này thuộc chi Theridion. Theridion leguiai được Ralph Vary Chamberlin miêu tả năm 1916.